# Ко Йо Хан
Ко Йо Хан (кор. Ko Yo-Han, нар. 10 березня 1988, Масан) — південнокорейський футболіст, півзахисник клубу «Сеул».

## Клубна кар'єра
У дорослому футболі дебютував 2007 року виступами за команду клубу «Сеул», кольори якої захищає й донині. За цей час виграв з командою по два чемпіонати Південної Кореї та Кубка Ліги, а також один національний кубок.

## Виступи за збірну
14 жовтня 2009 року дебютував в офіційних матчах у складі національної збірної Південної Кореї в товариській грі проти Сенегалу (2:0).
У складі збірної був учасником чемпіонату світу 2018 року у Росії.

## Досягнення

### Національні
- К-Ліга
  -  Переможець (3): 2010, 2012, 2016
  -  Срібний призер (1): 2008

- Кубок Південної Кореї
  -  Володар (1): 2015
  -  Фіналіст (2): 2014, 2016

- Кубок Ліги
  -  Володар (1): 2010
  -  Фіналіст (1): 2007

### Континентальні
- Ліга чемпіонів АФК
  -  Фіналіст (1): 2013

### Збірні
- Переможець Кубка Східної Азії: 2017